# Альба Сильвий
Альба Сильвий (лат. Alba Silvius) — мифический царь Альба-Лонги. Сын Латина Сильвия и отец Атиса Сильвия. По одной из версий, эпоним города. Кроме античных авторов, упоминается в «Истории королей Британии» Гальфрида Монмутского. Его статуя была установлена на Форуме Августа.

## Биография
Согласно преданию, Альба-Лонга была основана Асканием как колония Лавиния. Город был столицей Латинского союза и важным религиозным центром. Альбой-Лонгой правили цари из рода Сильвиев, потомки брата или сына Аскания. Из этой династии, по материнской линии, происходили близнецы Ромул и Рем — основатели Рима. Французский историк XVIII века Луи де Бофор первым высказал мнение об искусственности списка. Эта гипотеза была поддержана последующими учёными и остаётся общепризнанной. Считается, что список служил для заполнения трёхсотлетней лакуны между падением Трои и основанием Рима. Археологические открытия XX века позволяют судить, что список был сформирован Квинтом Фабием Пиктором или кем-то из его предшественников. По мнению антиковеда А. Грандаззи, первоначальный список был создан в середине IV века до н. э.
Альба Сильвий в римской мифологии был потомком Энея и пятым царём Альба-Лонги. Он наследовал своему отцу Латину Сильвию. Преемником Альбы стал его сын Атис Сильвий. Согласно Дионисию Галикарнасскому, Альба Сильвий правил в течение 39 лет. Антиковед Р. Ларош считает это число искусственным. Исходя из срока правления его предшественника — 51 год, их общее время правления длилось 90 лет, что составляет ровно три поколения по тридцать лет. К тому же исследователь отмечает, что срок правления Альбы Сильвия идентичен сроку правления второго римского царя Нумы Помпилия, согласно датировкам Цицерона и Полибия.
Овидий, Тит Ливий и Иероним Стридонский именуют царя Альбой. Диодор Сицилийский, Дионисий Галикарнасский и Евсевий Кесарийский приводят другой вариант имени — Альбас. В средневековом источнике «Excerpta Latina Barbari», царь назван Альбасом Постумием.
Р. Ларош считает Латина Сильвия и Альбу Сильвия эпонимами Лавиния и Альба-Лонги соответственно. А то, что Альба Сильвий наследует Латину Сильвию — отражением сказания о переносе столицы Латинского союза из Лавиния в Альбу-Лонгу.

## В «Истории королей Британии»
Альба Сильвий упоминается в средневековой хронике «История королей Британии» Гальфрида Монмутского. В рассказе об легендарном короле Британии Эбравке, ведущем свой род от Энея, говорится что он имел двадцать сыновей и тридцать дочерей. Дочери, среди которых была Галаес — самая красивая девушка в Британии и Галлии, были отправлены в Италию, ко двору Альбы Сильвия. Впоследствии девушки вступили в брак со знатными троянцами. В то время троянцы испытывали нехватку невест, так как за них не хотели выходить замуж латинянки и сабинянки. Сыновья Эбравка, кроме старшего — Брута, отправились в Германию. Там они под предводительством своего брата Ассарака и при помощи Альбы Сильвия захватили власть в стране. Исследователь Джейкоб Хаммер высказывал мнение, что история Эбравка основана на библейском рассказе об израильском судье Есевоне.

## Надпись

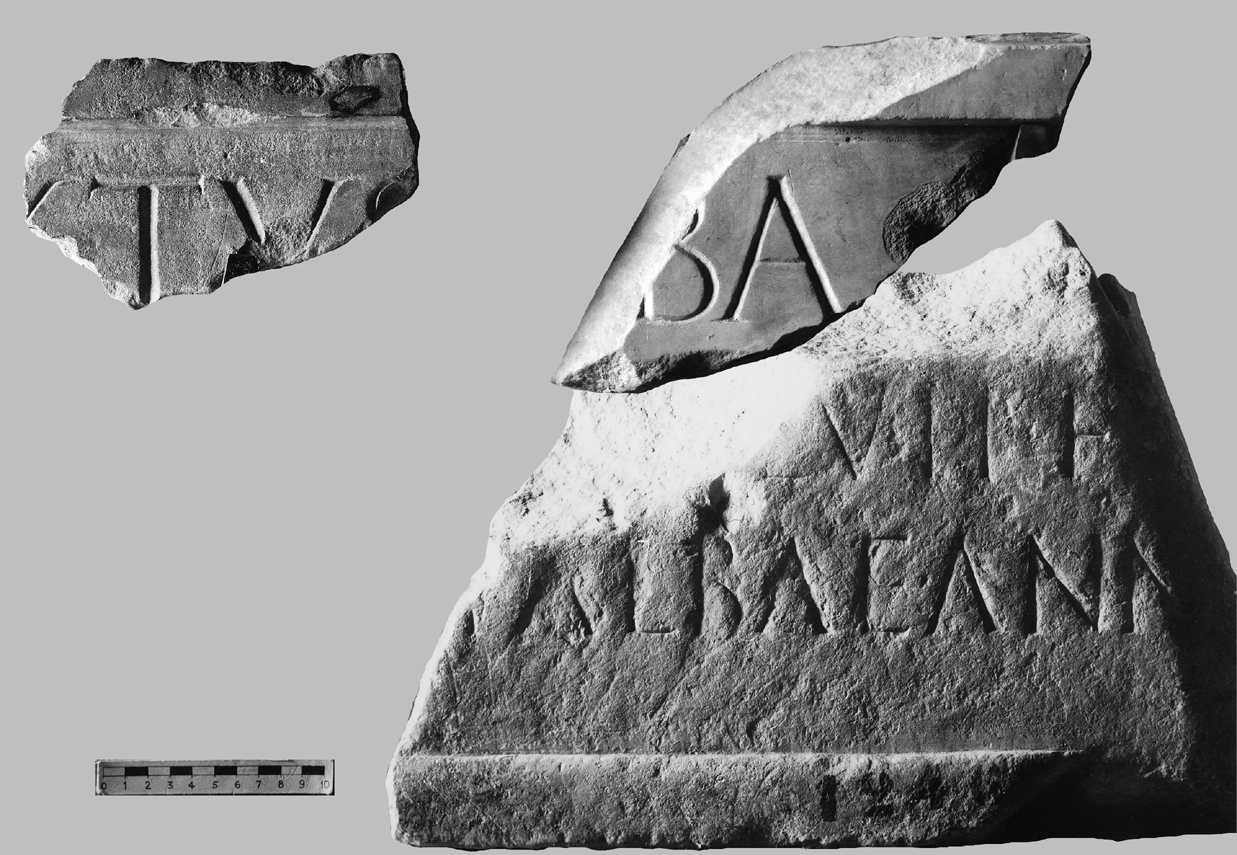
Осколоки надписи с базы статуи Альбы Сильвия

Статуя Альбы Сильвия была установлена на Форуме Августа вместе со статуями остальных царей Альба-Лонги. Во время раскопок Форума были найдены осколки надписи с основания этой статуи. Л. Чиоффи относил к надписи три осколка из форума: a, b, c. Атилио Деграсси в своей реконструкции использовал только осколки a и b. Восстановленный текст согласно Своду латинских надписей: 

[Ше]стой [Аль]ба [Сильвий]
[Латина Силь]вия с(ын)
[прави]л Альбой [39] ле(т).Оригинальный текст (лат.)[Se]xtus [Al]ba [Silvius]
[Latini Sil]vii f(ilius)
[regnavi]t Albae ann(os) [XXXIX].